# Коробово (Тумановское сельское поселение)
Коробово — деревня в Вяземском районе Смоленской области России. Входит в состав Тумановского сельского поселения. По состоянию на 2007 год постоянного населения не имеет. 
Расположена в восточной части области в 32 км к северо-востоку от Вязьмы, в 2 км южнее автодороги М1 «Беларусь». В 9 км северо-западнее деревни расположена железнодорожная станция Туманово на линии Москва — Минск. 

## История
В годы Великой Отечественной войны деревня была оккупирована гитлеровскими войсками в октябре 1941 года, освобождена в марте 1943 года. 